# Peter Rehling

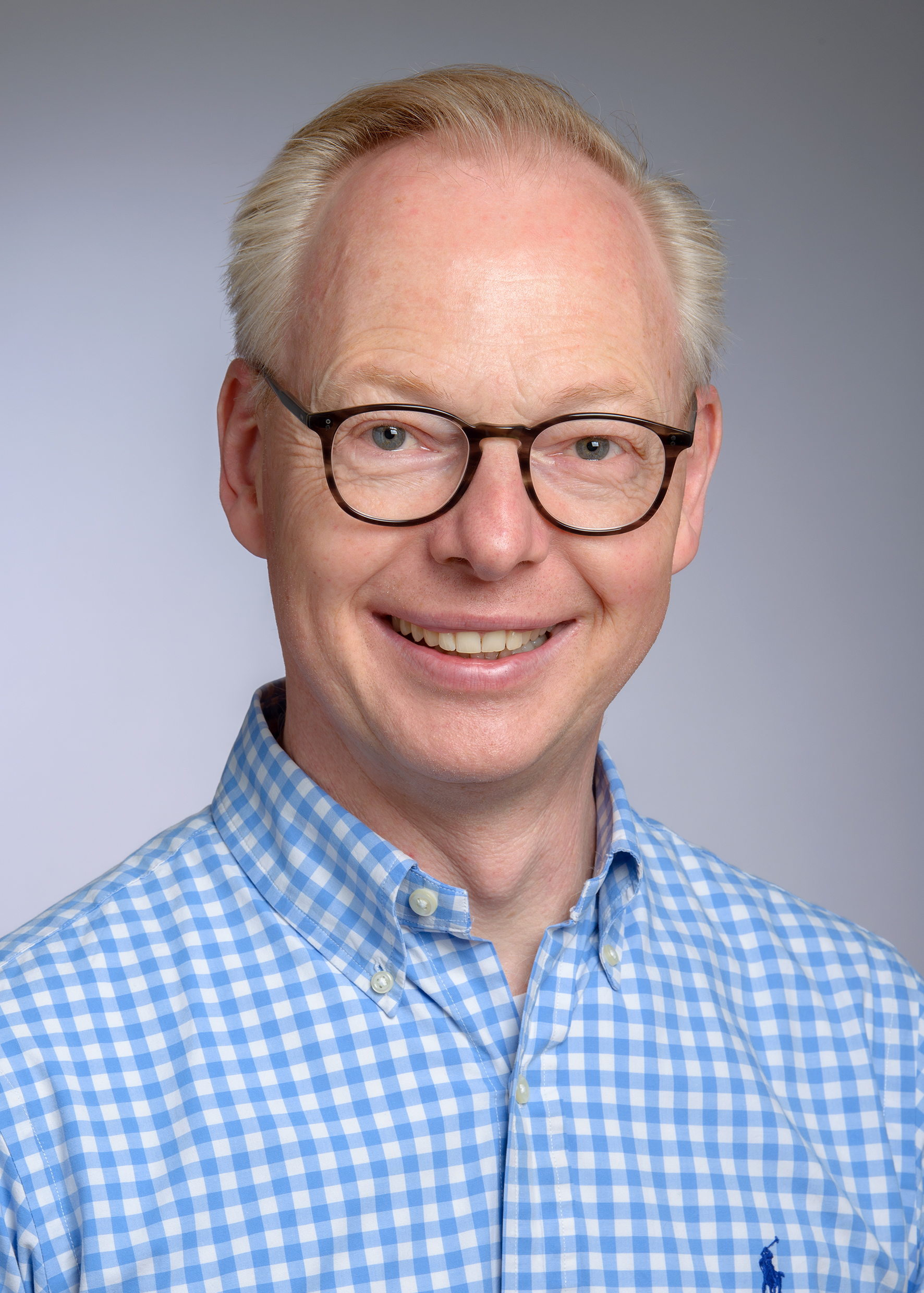
Peter Rehling

Peter Rehling (* 8. Oktober 1966 in Dortmund) ist ein deutscher Biochemiker und Zellbiologe. Er ist Professor für Biochemie und Direktor des Institutes für Zellbiochemie der Universitätsmedizin Göttingen.

## Leben
Peter Rehling studierte von 1987 bis 1993 Biologie an der Ruhr-Universität Bochum (RUB). 1993 schloss er sein Studium an der RUB mit dem Diplom ab. Von 1993 bis 1996 war Rehling Doktorand in der Arbeitsgruppe von Wolf-H. Kunau an der Fakultät für Medizin der RUB. Er promovierte 1996 an der Ruhr-Universität Bochum. In den Jahren 1998–2000 war Rehling als Stipendiat der Deutschen Forschungsgemeinschaft Postdoktorand im Labor von Scott D. Emr am Howard Hughes Medical Institute der University of California in San Diego.
Peter Rehling kehrte im Jahr 2000 nach Deutschland zurück, wo er eine Forschungsgruppe am Institut für Biochemie und Molekularbiologie der Albert Ludwigs Universität Freiburg leitete. 2003 habilitierte er sich für das Fach Biochemie und Molekularbiologie an der Fakultät für Medizin der Albert Ludwigs Universität Freiburg. Im Jahr 2007 wurde er an die Universitätsmedizin Göttingen als Professor für Biochemie berufen und leitet dort seitdem als Direktor das Institut für Zellbiochemie.

## Wirken
Peter Rehling ist Biochemiker und Zellbiologe und beschäftigt sich in seinen Arbeiten mit Grundlegenden Fragen der Zellulären Organisation. In seiner Doktorarbeit beschäftigte Rehling sich mit dem Proteinimport und der Biogenese von Peroximen. Während der Zeit als Postdoktorand am Howard Hughes Medical Institute in San Diego untersuchte er den Transport von Protein zur Vakuole in der Bäckerhefe Saccharomyces cerevisiae. Seit 2000 widmet sich Peter Rehling in seinen Forschungsarbeiten insbesondere dem Transport und der Membraninsertion von Proteinen der Mitochondrien, dem Zusammenbau mitochondrialer Membrankomplexe sowie der Regulation der mitochondrialen Genexpression. Ein weiterer Schwerpunkt seiner Arbeit liegt auf der Untersuchung von Störungen der Mitochondrienfunktion und deren Bedeutung für die Entstehung menschlicher Krankheiten.

## Auszeichnungen und Mitgliedschaften (Auswahl)
- Seit 2023 Advanced Grant „Mitochondrial gene eXpression (MiXpress)“[23], European Research Council (ERC)

- 2023 FEBS National Lecture Award, Federation of European Biochemical Societies (FEBS)[1]
- seit 2022 Mitglied, European Molecular Biology Organization (EMBO)[24]
- seit 2020 Mitglied, Niedersächsische Akademie der Wissenschaften zu Göttingen[25]
- seit 2019 Mitglied, Academia Europaea[26]
- seit 2018 Mitglied, Nationale Akademie der Wissenschaften Leopoldina[1]
- 2016 Copernicus Award[27], DFG sowie Foundation for Polish Science (FNP), Warschau, Polen
- 2014–2019 Advanced Grant „Mitochondrial translational regulation coupled to respiratory chain assembly and protein import (MITRAC)“, European Research Council (ERC)[23]
- 2005 Nachwuchspreis, GBM, Frankfurt am Main, sowie Schering Stiftung, Berlin[1]
- 2004 Habilitationspreis, Wissenschaftliche Gesellschaft, Albert-Ludwigs-Universität Freiburg[1]
- 1998–2000 Forschungsstipendium, DFG[1]